# Kronika (TVP3 Szczecin)
Kronika (dawniej Kronika Regionalna, Kronika Pomorza Zachodniego, Telerama) – serwis informacyjny szczecińskiego oddziału TVP. 
Od 4 grudnia 2006 do 1 lutego 2010 roku główne wydanie od poniedziałku do piątku było prowadzone w parach. Z czasem pary stały się mieszane. Obecnie program prowadzony jest przez jedną osobę.

## Wydania Kroniki obecnie

### Od poniedziałku do piątku
- 15:30 – wydanie popołudniowe
- 16:30 – wydanie popołudniowe
- 18:30 – wydanie główne (z tłumaczeniem na język migowy)
- 21:30 – wydanie wieczorne

### W soboty i niedziele
- 16:30 – wydanie popołudniowe
- 18:30 – wydanie główne (z tłumaczeniem na język migowy)
- 21:30 – wydanie wieczorne

### Wydania Kroniki dawniej
- 7.55 – skrót informacji
- 8.00 – skrót informacji
- 8:30 – wydanie poranne
- 8.45 – pełne wydanie z przeglądem prasy, prognozą pogody i rozmową z gościem. Od września 2009 skrót informacji.
- 9:30 – wydanie poranne z gościem
- 10:30 – skrót informacji
- 11:30 – skrót informacji
- 12:30 – skrót informacji (powtórka)
- 13:30 – skrót informacji (powtórka)
- 14:30 – skrót informacji
- 15.05 – skrót informacji
- 15.45 – wydanie popołudniowe
- 16.45 – wydanie popołudniowe, od marca 2007 do czerwca 2007 był to skrót informacji
- 17.15 – skrót informacji
- 17.30 – wydanie popołudniowe (powtórka)
- 17.45 – wydanie główne od marca do maja 2007, także w paśmie TVP2
- 18.00 – wydanie główne do 21 czerwca 2009 roku
- 18.10 – wydanie główne w latach 90.
- 18.30 – wydanie nadawane w grudniu 2006 jako druga część "Kroniki"
- 20:30 – skrót informacji
- 21.00 – wydanie wieczorne, nadawane w latach 2018-2021
- 21.30 – wydanie wieczorne, nadawane w latach 1998–2002 i 2016–2018, kiedy na antenie pojawił się Kurier o 21.45 - od 3 marca 2002 do 30 kwietnia 2013, od 31 sierpnia 2015 do 28 sierpnia 2016
- 21.50 – wydanie wieczorne, nadawane w latach 1997-1999
- 21.55 – wydanie wieczorne, nadawane od 1 maja do 31 sierpnia 2013
- 22.00 – wydanie wieczorne, nadawane od 1 września 2013 do 30 sierpnia 2015
- 22.30 – wydanie wieczorne, nadawane w latach 90. XX wieku

## Wokół Nas
Wokół Nas jest 5 minutowym programem interwencyjnym. Pierwszy odcinek wyemitowano 2 października 2000 roku. Początkowo autorami programu byli: Paweł Żuchowski, Aleksandra Piotrowska, Joanna Klimowska i Aleksandra Białek-Kuczys.

## Serwis Sportowy
Emitowany od 2005 roku serwis sportowy początkowo był nadawany w piątki, soboty i niedziele, później codziennie. Od lutego 2009 roku był częścią głównego wydania Kroniki, został wyodrębniony ponownie w 2011 roku. Emitowany po wydaniu popołudniowym (w dni powszednie) i wieczornym (od poniedziałku do soboty). Zdjęty z anteny w 2016 r., przywrócony 1 grudnia 2017 r. i emitowany w ramach Kroniki obrazu dnia.

## Pogoda
Prognoza pogody jest emitowana po każdym (z wyjątkiem popołudniowego i wieczornego) wydaniu Kroniki, przed wydaniem głównym z informacjami dotyczącymi pogody nocą, a po nim z informacjami o pogodzie w dzień, nad morzem i w najbliższe trzy dni, oraz o 21:28.

## Prowadzący dawniej
- Klaudia Semeniuk
- Joanna Osińska
- Joanna Tryniszewska
- Anna Lewandowska-Kasprzycka
- Małgorzata Pieleszek
- Bogna Bartkiewicz
- Joanna Klimowska-Kronic
- Bożena Wójtowicz-Waszak
- Joanna Koszur
- Daria Prochenka
- Elżbieta Wojciechowska
- Stanisław Heropolitański[1]
- Jaromir Sosnowski
- Jarosław Dobrzyński
- Tomasz Ćwiek
- Piotr Puchalski